# Konfessionell-kooperativer Religionsunterricht
Ein konfessionell-kooperativer Religionsunterricht (abg. KoKoRu) oder dialogisch-konfessioneller Religionsunterricht enthält innerhalb seines traditionellen konfessionellen Rahmens auch von Religionslehrern verschiedener Konfessionen gestaltete Teile. An mehreren Schulstandorten des deutschen Sprachraums gibt es derartige Versuche. Das dabei oft praktizierte Teamteaching ist allerdings zeitaufwendig.
An der Kirchlichen Pädagogischen Hochschule Wien/Krems gibt es im Rahmen der Religionslehrerausbildung einige gemeinsam konzipierte, also konfessionell-kooperative Module.

## Österreich
Für diese Überlegungen und ersten Versuche zum Bilden gemeinsamer Religionsgruppen gibt es mehrere Gründe: Die zunehmende ökumenische Offenheit, der Rückgang an katholischen Teilnehmerzahlen sowie die größer werdende Zahl von Religionsgemeinschaften, die einen Religionsunterricht an Schulen anbieten (und damit verbunden die stundenplantechnischen Schwierigkeiten). Seit dem Schuljahr 2002/03 unterrichten katholische, evangelische und orthodoxe Religionslehrer an mehreren Schulen in Wien gemeinsam (z. B. im Schuljahr 2015/16 an 17 Schulen in Wien.)
In Österreich wurden von mehreren Kirchen Eckpunkte/Rahmenbedingungen als Grundlage für dialogisch-konfessionelle RU-Projekte beschlossen (am 17. Oktober 2012).

## Einzelbelege
1. ↑  Doris Helmberger: „Die Zukunft liegt im Miteinander“, in: Die Furche vom 25.2.2016, S. 15.